# Windsurfin'
"Windsurfin'" is een nummer van de Nederlandse band The Surfers. Het verscheen op 30 juni 1978 als single.

## Achtergrond
"Windsurfin'" is geschreven door Catapult-leden Elmer Veerhoff, Aart Mol, Erwin van Prehn, Geertjan Hessing en Cees Bergman in samenwerking met Leo Flint en geproduceerd door Jaap Eggermont. Eind jaren '70 was het windsurfen een wereldwijde rage. Hierop besloten uitgever Willem van Kooten, de leden van Catapult en Eggermont een lied te schrijven over deze watersport. Het lied werd ingezongen door leden uit de groepen Breeze, Sommerset en The Internationals. Hierna werd pas besloten om The Surfers op te richten.
"Windsurfin'" werd een grote hit. Het bereikte in Nederland de tweede plaats in zowel de Top 40 als de Nationale Hitparade en kwam in een voorloper van de Vlaamse Ultratop 50 eveneens tot de tweede positie. Ook werd het een hit in Duitsland, waar het de zestiende plaats behaalde.

## Hitnoteringen

### Nederlandse Top 40
| Hitnotering: 01-07-1978 t/m 30-09-1978 | Hitnotering: 01-07-1978 t/m 30-09-1978 | Hitnotering: 01-07-1978 t/m 30-09-1978 | Hitnotering: 01-07-1978 t/m 30-09-1978 | Hitnotering: 01-07-1978 t/m 30-09-1978 | Hitnotering: 01-07-1978 t/m 30-09-1978 | Hitnotering: 01-07-1978 t/m 30-09-1978 | Hitnotering: 01-07-1978 t/m 30-09-1978 | Hitnotering: 01-07-1978 t/m 30-09-1978 | Hitnotering: 01-07-1978 t/m 30-09-1978 | Hitnotering: 01-07-1978 t/m 30-09-1978 | Hitnotering: 01-07-1978 t/m 30-09-1978 | Hitnotering: 01-07-1978 t/m 30-09-1978 | Hitnotering: 01-07-1978 t/m 30-09-1978 | Hitnotering: 01-07-1978 t/m 30-09-1978 | Hitnotering: 01-07-1978 t/m 30-09-1978 |
| Week                                   | 1                                      | 2                                      | 3                                      | 4                                      | 5                                      | 6                                      | 7                                      | 8                                      | 9                                      | 10                                     | 11                                     | 12                                     | 13                                     | 14                                     |                                        |
| -------------------------------------- | -------------------------------------- | -------------------------------------- | -------------------------------------- | -------------------------------------- | -------------------------------------- | -------------------------------------- | -------------------------------------- | -------------------------------------- | -------------------------------------- | -------------------------------------- | -------------------------------------- | -------------------------------------- | -------------------------------------- | -------------------------------------- | -------------------------------------- |
| Nummer                                 | 17                                     | 12                                     | 6                                      | 3                                      | 2                                      | 2                                      | 2                                      | 2                                      | 2                                      | 5                                      | 8                                      | 14                                     | 22                                     | 40                                     | uit                                    |

### Nationale Hitparade
| Hitnotering: 08-07-1978 t/m 07-10-1978 | Hitnotering: 08-07-1978 t/m 07-10-1978 | Hitnotering: 08-07-1978 t/m 07-10-1978 | Hitnotering: 08-07-1978 t/m 07-10-1978 | Hitnotering: 08-07-1978 t/m 07-10-1978 | Hitnotering: 08-07-1978 t/m 07-10-1978 | Hitnotering: 08-07-1978 t/m 07-10-1978 | Hitnotering: 08-07-1978 t/m 07-10-1978 | Hitnotering: 08-07-1978 t/m 07-10-1978 | Hitnotering: 08-07-1978 t/m 07-10-1978 | Hitnotering: 08-07-1978 t/m 07-10-1978 | Hitnotering: 08-07-1978 t/m 07-10-1978 | Hitnotering: 08-07-1978 t/m 07-10-1978 | Hitnotering: 08-07-1978 t/m 07-10-1978 | Hitnotering: 08-07-1978 t/m 07-10-1978 | Hitnotering: 08-07-1978 t/m 07-10-1978 |
| Week                                   | 1                                      | 2                                      | 3                                      | 4                                      | 5                                      | 6                                      | 7                                      | 8                                      | 9                                      | 10                                     | 11                                     | 12                                     | 13                                     | 14                                     |                                        |
| -------------------------------------- | -------------------------------------- | -------------------------------------- | -------------------------------------- | -------------------------------------- | -------------------------------------- | -------------------------------------- | -------------------------------------- | -------------------------------------- | -------------------------------------- | -------------------------------------- | -------------------------------------- | -------------------------------------- | -------------------------------------- | -------------------------------------- | -------------------------------------- |
| Nummer                                 | 11                                     | 4                                      | 2                                      | 2                                      | 2                                      | 2                                      | 2                                      | 2                                      | 3                                      | 4                                      | 9                                      | 14                                     | 23                                     | 24                                     | uit                                    |

### NPO Radio 2 Top 2000
| Nummer met noteringen in de NPO Radio 2 Top 2000 | '00  | '01  |
| ------------------------------------------------ | ---- | ---- |
| Windsurfin'                                      | 1646 | 1828 |

1. ↑  Een vetgedrukt getal geeft de hoogste notering aan.
2. ↑  2000 was het eerste jaar met een notering voor dit nummer.
3. ↑  Deze tabel is bijgewerkt tot en met de laatste editie (2024).